# Stazione di Acquasparta
La stazione di Acquasparta è una stazione ferroviaria a servizio del comune di Acquasparta. Si trova sulla ferrovia Centrale Umbra, nel tratto fra Terni e Perugia.
La gestione degli impianti è affidata a Rete Ferroviaria Italiana (RFI).

## Struttura ed impianti
Il fabbricato viaggiatori si sviluppa su due livelli di cui solo il piano terra è fruibile dai viaggiatori. 
Dal fabbricato principale si diramano poi due corpi di minori dimensioni ad un solo piano. Solo parte del piano terra è fruibile per i viaggiatori il resto ospita l'ufficio tecnico di FCU mentre il piano superiore è una abitazione privata. 
Le condizioni del fabbricato sono piuttosto buone tuttavia non mancano graffiti (sia all'esterno che all'interno) e piccole ma numerose perdite di intonaco.
È presente un magazzino merci presso il fabbricato viaggiatori; oggi il magazzino è stato completamente ristrutturato ed utilizzato come centro di assistenze del pronto soccorso.
Lo scalo merci invece è stato completamente smantellato ad eccezione del binario servito dal piano caricatore; questo tronchino viene usato per il ricovero dei macchinari addetti alla manutenzione della linea.
Il piazzale si compone di due binari: il primo è di corsa, il secondo viene usato per le precedenze fra i treni che accadono piuttosto spesso dato che la linea in cui si trova la stazione è a binario unico.
Entrambi i binari sono serviti da banchina e collegati fra loro da una passerella.
Dal 25 dicembre 2017 la stazione è stata chiusa in attesa dei lavori di manutenzione di impianti e sostituzione dei binari.

## Servizi
- Sala d'attesa